# Āstanjīn
Āstanjīn (persiska: آستانَجين, اَستانجين, اَسنانجين, آستَتجين, آستنجين, Āstānajīn) är en ort i Iran.   Den ligger i provinsen Östazarbaijan, i den nordvästra delen av landet, 300 km nordväst om huvudstaden Teheran. Āstanjīn ligger 1 563 meter över havet och antalet invånare är 421.
Terrängen runt Āstanjīn är kuperad åt sydväst, men åt nordost är den bergig. Runt Āstanjīn är det ganska glesbefolkat, med 40 invånare per kvadratkilometer. Närmaste större samhälle är Hashatjīn, 13,6 km nordost om Āstanjīn. Trakten runt Āstanjīn består i huvudsak av gräsmarker.